# Base Naval Integrada Ushuaia
La Base Naval Integrada Ushuaia será una base naval de la Armada Argentina y Polo Logístico Antártico con asiento en la península Ushuaia, provincia de Tierra del Fuego, Antártida e Islas del Atlántico Sur.

## Historia
Es un proyecto de la provincia de Tierra del Fuego, Antártida e Islas del Atlántico Sur para una zona logística y portuaria integrada con una base naval, proyectando la conectividad y presencia en la Antártida Argentina. Fue formalizado el inicio de construcción el 3 de marzo de 2022 en una ceremonia con el ministro de Defensa Jorge Taiana.
El predio se halla en la Base Naval Ushuaia y Estación Aeronaval Ushuaia (ex Aeropuerto de Ushuaia) de la Armada Argentina.